# Karczma sądowa w Uniemyślu
Karczma sądowa w Uniemyślu – karczma sądowa znajdująca się w powiecie kamiennogórskim w Uniemyślu.

## Historia
Karczma sądowa w Uniemyślu została wzniesiona najprawdopodobniej w drugiej połowie XVIII w., na miejscu starszej budowli. Obiekt pełnił funkcję karczmy, która była związana z sądownictwem, a także miejscem spotkań społecznych w regionie. W przeszłości należała do dziedzicznych sołtysów, co podkreśla jej znaczenie jako ważnego ośrodka wiejskiego.
Wiosną 2008 roku Klub Przyrodników zakupił budynek. Od tamtej pory przeszedł kapitalny remont. Obecnie odbywają się tam rozmaite warsztaty przyrodnicze i artystyczne dla lokalnej społeczności i odwiedzających. Docelowo karczma ma pełnić funkcję Sudeckiej Stacji Terenowej Klubu Przyrodników (ośrodek przyrodniczyczo-edukacyjny), z bazą noclegową i warsztatownią.

## Opis architektoniczny
Budynek karczmy jest wzniesiony na kamiennej podmurówce, z dwiema różnymi częściami konstrukcyjnymi. Północno-wschodnia część budynku jest murowana i tynkowana, natomiast południowo-zachodnia część została zbudowana w konstrukcji wieńcowo-przysłupowej, charakterystycznej dla XVIII-wiecznych budowli tego typu. Jest to jednokondygnacyjna budowla z użytkowym poddaszem.    
Elewacje budynku zostały utrzymane w stylu późnobarokowym, z klasycyzującymi detalami. Okna są prostokątne, rozmieszczone regularnie, a całość zdobią profilowane opaski okienne. Kondygnacje budynku oddzielają gzymsy kordonowe, a całość wieńczy gzyms koronujący, umiejscowiony pod okapem dachu. Elewacje boczne i tylna są skromniejsze, jednak zachowują proporcje typowe dla późno-barokowej architektury wiejskiej z XVIII wieku.